# Gerhard Rose

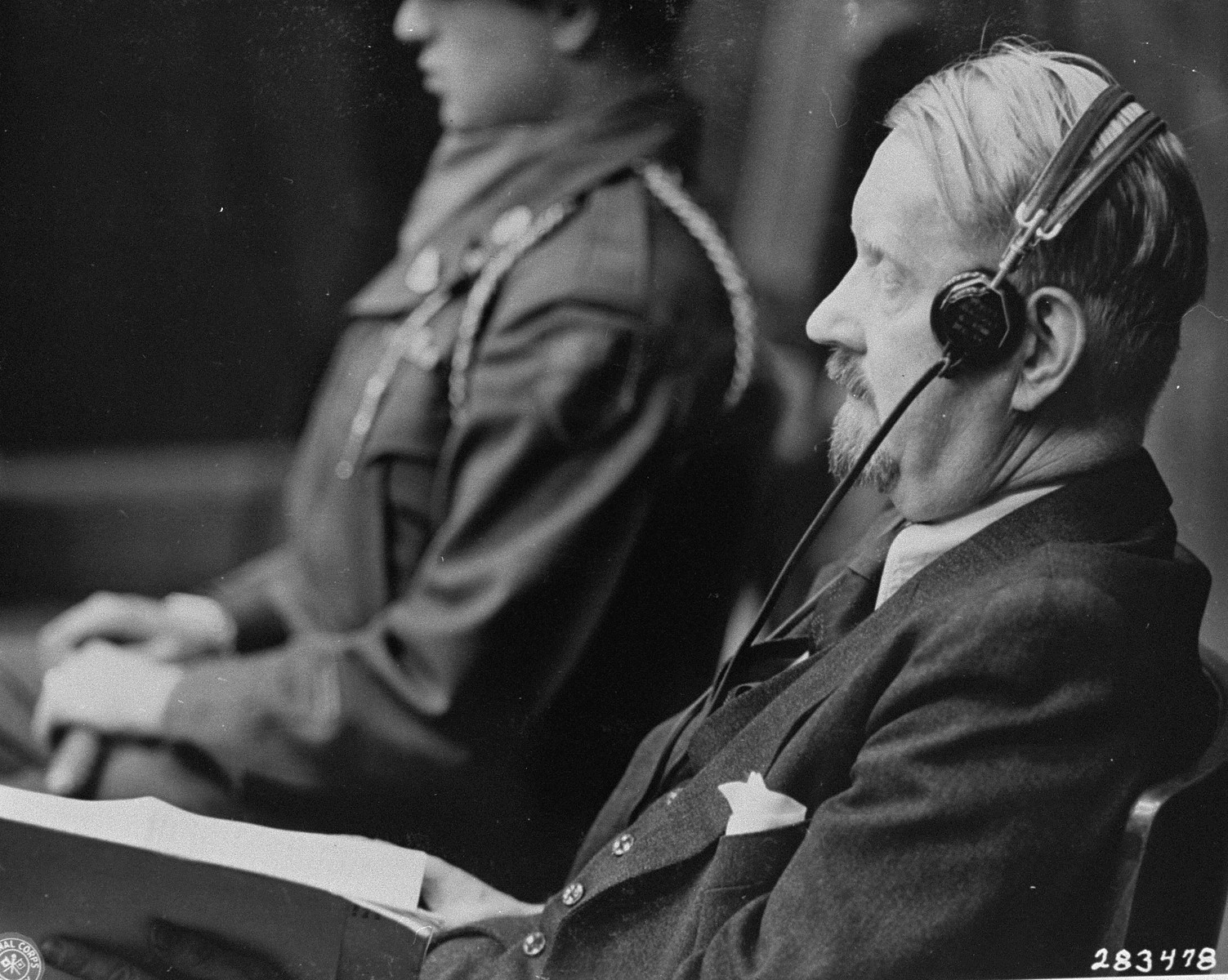
Gerhard Rose depune mărturie în propria apărare la Procesul medicilor de la Nürnberg în 1947

Gerhard August Heinrich Rose (n. 30 noiembrie 1896, Danzig, Imperiul German – d. 13 ianuarie 1992, Obernkirchen, Saxonia Inferioară, Germania) a fost un medic german nazist și criminal de război responsabil de atrocități medicale comise asupra prizonierilor din lagărele de concentrare de la Dachau și Buchenwald, efectuând experimente fără consimțământul subiecților. A infectat evrei, romi și persoane cu probleme de sănătate mintală cu malarie și tifos. După procesul medicilor, Rose a fost condamnat pentru crime de război și a primit o sentință de închisoare pe viață, dar a fost eliberat în 1955.

## Viața timpurie și educație
Gerhard August Heinrich Rose s-a născut la Danzig (pe atunci parte a Prusiei de Vest, acum Gdańsk, Polonia). A urmat liceele în mai multe orașe, inclusiv Stettin, Düsseldorf, Bremen și Breslau. După absolvire, a studiat medicina la Academia Kaiser Wilhelm din Berlin, dedicată educației medicale militare. Antrenamentul său a fost întrerupt de Primul Război Mondial, între 1914 și 1918, în timpul căruia a activat în Corpul Pépinière Saxonia.   Ulterior, a continuat studiile la Universitatea Friedrich-Wilhelms din Berlin și la Universitatea Silezia Friedrich-Wilhelm din Breslau. Rose a finalizat examenul medical de stat pe 15 noiembrie 1921, obținând nota „foarte bine”. A obținut doctoratul pe 20 noiembrie 1922, absolvind magna cum laude.  A fost autorizat să practice medicina pe 16 mai 1922. În 1923, a devenit membru al Corps Franconia Hamburg. Între 1922 și 1926, Rose a lucrat ca asistent medical la Institutul Robert Koch din Berlin, la Institutul de igienă din Basel și la Institutul de anatomie al Universității din Freiburg.

## China și apartenența la Partidul Nazist
În 1929, Gerhard Rose a părăsit Germania pentru a lucra în China, unde a fost numit consilier medical al guvernului Kuomintang. În același an, a devenit director al cabinetului medical din Chekiang și consilier de sănătate la Ministerul de Interne al regiunii Chekiang. Din cauza obligațiilor profesionale din China, Rose nu a putut să-și continue studiile în acea perioadă.

## Întoarcere din China
Gerhard Rose s-a întors la Berlin în septembrie 1936, înainte de izbucnirea celui de-al doilea război chino-japonez. Pe 1 octombrie 1936, a preluat funcția de șef al Departamentului de Medicină Tropicală de la Institutul Robert Koch din Berlin. Începând cu semestrul de vară din 1938, Rose a început să susțină prelegeri și exerciții despre igiena tropicală și medicina tropicală la Universitatea din Berlin. Pe 1 februarie 1943, a fost numit vicepreședinte al Institutului Robert Koch.
În 1939, Gerhard Rose a intrat în ramura medicală a Luftwaffe. În 1942, a fost numit igienist consilier în medicina tropicală în cadrul serviciului medical al Luftwaffe. La finalul războiului, Rose deținea gradul de medic generalist.